# Wilhelm Schallmayer

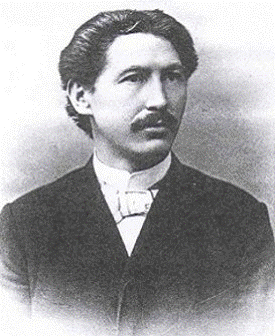
Wilhelm Schallmayer.

Wilhelm Schallmayer (Mindelheim, 10 de febrero de 1857-Krailling, 4 de octubre de 1919), fue el primer defensor de la eugenesia en Alemania y junto con Alfred Ploetz fundó el movimiento eugenésico alemán.

## Biografía
Después de graduarse de la escuela secundaria en 1876, se unió al ejército como voluntario por un año. Sin embargo, debido a una «pérdida de aptitud para el servicio militar», causada por el esfuerzo excesivo de un ejercicio militar, fue dado de baja del ejército y el potencial de una carrera militar terminó para él. Sheila Weiss escribió que su breve e infeliz experiencia en el ejército probablemente lo llevó a su antimilitarismo de por vida.
Antes de estudiar medicina, estudió filosofía y ciencias sociales. En 1881, se matriculó en la Facultad de Medicina de Múnich y en 1883 aprobó el examen médico estatal y se convirtió en médico licenciado. Escribió su disertación mientras completaba su pasantía en la clínica psiquiátrica de la Universidad de Múnich. Su disertación describió los pros y los contras de la alimentación forzada de pacientes psiquiátricos y se tituló El rechazo de los alimentos y otros trastornos relacionados con la ingesta de alimentos por parte de los locos. Llegó a la conclusión de que los «deficientes mentales» deben ser mantenidos con vida. Schallmayer se especializó además en urología y ginecología.
En 1891, Schallmayer publicó su primer libro titulado Über die drohende körperliche Entartung der Kulturmenschheit und die Verstaatlichung des ärztlichen Standes ('Sobre la inminente degeneración física de la humanidad civilizada y la nacionalización de la profesión médica'). El libro concluía que la medicina moderna había impedido la selección natural al ayudar a la supervivencia y reproducción de aquellos que están «defectuosamente constituidos» o «generalmente débiles»; el aumento de los trastornos mentales se había debido a la incapacidad de adaptarse al ritmo acelerado de la civilización industrial moderna; y la degeneración había tenido un alto costo económico para cuidar a los dementes. Schallmayer también afirmó que la guerra tiene un efecto degenerativo en la población porque los más aptos van a la guerra y, a menudo, mueren, mientras que los no aptos, que no pueden luchar, se quedan en casa y procrean. Schallmayer argumentó que así como la sociedad invierte legítimamente en la educación de los niños, también debería invertir en la herencia de las generaciones futuras.
En 1900, participó en un concurso literario y utilizó las teorías de August Weismann para apoyar sus ideas sobre la degeneración humana y desarrollar una filosofía de «ética generativa» o «sumisión del interés del individuo al de la especie». El tratado de Schallmayer también declaró que el declive de la Grecia antigua y de la Roma antigua se debió al declive de los matrimonios y la crianza de los hijos; en contraste, China tenía una civilización de la vejez basada en fuertes lazos de parentesco y una aristocracia de talento en lugar de nacimiento.
En 1903, recibió amplio reconocimiento por su tratado, Vererbung und Auslese ('Herencia y selección'). Sin embargo, recibió críticas de los antropólogos sociales porque rechazaba las ideologías raciales arias y las teorías raciales de Arthur de Gobineau. Escribió que según los estándares chinos, la civilización tardó en desarrollarse en Europa, e incluso según los estándares europeos, fueron las civilizaciones mediterráneas las que se desarrollaron antes que las civilizaciones alemanas; llegó a escribir que «en la época de Tácito y César, incluso los iroqueses estaban más avanzados culturalmente que los alemanes». Schallmayer temía que vincular la eugenesia con la teoría racial desacreditaría al movimiento eugenésico y lo conduciría «en una dirección que no llevaría a ninguna parte o a ninguna parte buena». Sheila Weiss escribió que Schallmayer creía que las diferencias raciales entre razas eran menos significativas que las diferencias genéticas dentro de la misma raza.
A diferencia de Alfred Ploetz, Schallmayer no creía que la raza nórdica estuviera por encima de las demás. Así, el movimiento eugenésico alemán se dividió ideológicamente según las líneas de Schallmayer y Ploetz, pero con el surgimiento de la Alemania nazi, las opiniones de Ploetz se convirtieron en política nacional.
Diane Paul escribió en la revista Medical History que descubrir que Schallmayer y algunos otros eugenistas importantes no eran racistas es un hallazgo inesperado e importante, pero se necesita más investigación para determinar si sus puntos de vista representan la eugenesia guillermina en su conjunto. Weiss, por su parte, escribió que la motivación detrás de la eugenesia guillermina era impulsar la eficiencia nacional a través de la gestión de las capacidades reproductivas de la población.
Schallmayer creía que el Estado tenía el deber de proteger y desarrollar la capacidad biológica de su gente. Elogió al Partido Socialdemócrata por su apoyo a la educación científica y a la propiedad colectiva, pero criticó a los marxistas por su preocupación y creencia en la igualdad económica para todos. Schallmayer pensaba que los partidos políticos estaban motivados por intereses especiales, pero que la eugenesia era la filosofía que podía unirlos con un propósito significativo.